# Múscul depressor superciliar
El múscul depressor superciliar (musculus depressor supercilii) és un múscul compost per les fibres de la part orbital del múscul orbicular de les parpelles inserit a la cella. És un múscul de l'ull humà. La naturalesa d'aquest múscul està en discussió. Alguns il·lustradors anatomistes l'inclouen, i molts especialistes el consideren com una part del múscul orbicular de les parpelles.
D'altra banda, molts dermatòlegs, oftalmòlegs i cirurgians plàstics, sostenen que el depressor superciliar és un múscul diferent, pel fet que té un efecte individual i clar pel que fa al moviment de la cella i la pell de la glabela.
El depressor superciliar s'origina en la vora orbitari medial, prop de l'os lacrimal; s'insereix en la cara medial de l'òrbita òssia, per sota del corrugador superciliar. En alguns individus mostren dues insercions, mentre que en altres casos, només n'hi ha una.